# Wenderner Stein
Der Wenderner Stein befindet sich auf dem 685 m hohen Nordostgipfel des 687 m hohen Grünersbergs südöstlich des Dorfes Kleinwendern, Gemeinde Bad Alexandersbad im Landkreis Wunsiedel im Fichtelgebirge (Nordostbayern). Er trägt im Gipfelbereich einen einzigartigen 36 m langen, 9 m breiten und 15 m hohen natürlichen Phyllitschiefer-Felsen, ein geschütztes Naturdenkmal und Geotop. An der Westseite befindet sich eine kleine Mariengrotte.

## Weblinks

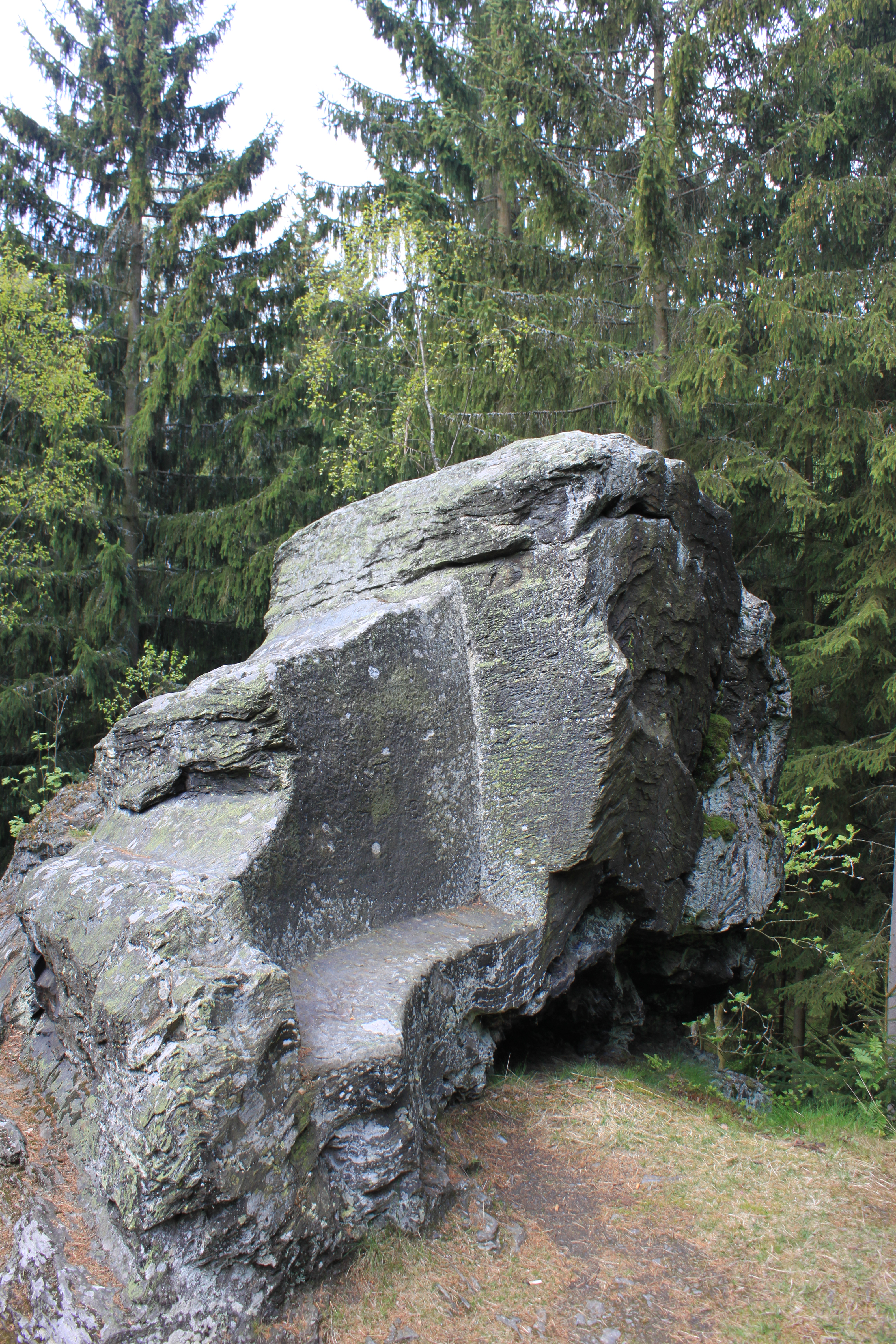
Wenderner Stein, Südansicht